# アルキメデスの牛の問題
『牛の問題』（うしのもんだい、英: cattle problem、羅: problema bovinum）は、古代ギリシアの数学者アルキメデスが提示したとされる、ある条件を満たす牛の頭数を問う問題である。
現代的な用語を用いれば、あるディオファントス方程式の整数解を求める問題と見なせる。解は無数にあるが、最小解でも牛の頭数は二十万桁（二十万「頭」ではない）以上という非現実的なほどの巨大な数に達する。これは観測可能な宇宙を埋め尽くす牛の頭数よりもはるかに多い。

## 問題
問題は「おお盟邦の友よ、ヘリオスの牛の群れを算（かぞ）え給え…」で始まる22の対句、44行の詩の形で示されている。

## 計算式
白の牡牛の頭数を W、白の牝牛の頭数を w とし、以下黒、黄、斑の牡牛と牝牛の頭数をそれぞれ B, b, Y, y, D, d とすると、アルキメデスの示した条件は以下の9つの数式で表される。
{\displaystyle {\begin{aligned}W&=\left({\frac {1}{2}}+{\frac {1}{3}}\right)B+Y\\B&=\left({\frac {1}{4}}+{\frac {1}{5}}\right)D+Y\\D&=\left({\frac {1}{6}}+{\frac {1}{7}}\right)W+Y\\w&=\left({\frac {1}{3}}+{\frac {1}{4}}\right)(B+b)\\b&=\left({\frac {1}{4}}+{\frac {1}{5}}\right)(D+d)\\d&=\left({\frac {1}{5}}+{\frac {1}{6}}\right)(Y+y)\\y&=\left({\frac {1}{6}}+{\frac {1}{7}}\right)(W+w)\\W+B&=p^{2}\\Y+D&={\frac {q(q+1)}{2}}\end{aligned}}}
最後の2つの条件は、W + B が平方数であり、Y + D が三角数であることを示す。

## 解
最初の7つの条件は、連立一次方程式に過ぎないため、簡単に一般解が求まる。8つの未知数に対し、7つの独立した一次式があるから、解は1つのパラメータ k を用いて表すことができ、
{\displaystyle {\begin{aligned}W&=10366482k\\B&=7460514k\\Y&=4149387k\\D&=7358060k\\w&=7206360k\\b&=4893246k\\y&=5439213k\\d&=3515820k\end{aligned}}}
となる。それぞれは牛の頭数を表しているから、k は正整数である。次に、第8の条件より、
{\displaystyle 2^{2}\cdot 3\cdot 11\cdot 29\cdot 4657k=p^{2}}
であるから、ある正整数 y が存在して
{\displaystyle k=3\cdot 11\cdot 29\cdot 4657y^{2}}
でなければならない。このとき、第9の条件より
{\displaystyle 3\cdot 7\cdot 11\cdot 29\cdot 353\cdot 4657^{2}y^{2}={\frac {q(q+1)}{2}}}
である。x = 2q + 1 とおけば、ペル方程式
{\displaystyle x^{2}-410286423278424y^{2}=1\,}
の整数解を求めることに帰着される。
このペル方程式を解く部分が最も難しい。一般に、ペル方程式はその係数の大きさに比して、最小解が非常に大きくなる場合がある。連分数を用いた効率の良い方法が知られているものの、最小解の y の値は103266桁にも達するため、コンピューターの助けなくして解を求めることは事実上不可能である。現代では、パソコンを用いて解を求めることは易しく、牛の総数（の最小解）はおよそ
{\displaystyle 7.7602714\times 10^{206544}}
である。

## 歴史
この問題は、紀元前250年頃、アルキメデスがエラトステネスに宛てた手紙に書かれていたとされる。1773年、ドイツの劇作家ゴットホルト・エフライム・レッシングが、ヴォルフェンビュッテルの図書館で発見して公表した。彼は、上記の式で k = 80 としたものに相当する解を与え、全ての条件を満たすとコメントしたが、それは誤りであって最後の2条件を満たさない。
レッシングは、自分の発見した問題が本当にアルキメデスによるものかどうかは疑っていたが、古代において「牛の問題」（羅: problema bovinum）あるいは「アルキメデスの問題」(羅: problema Archimedis）がしばしば難問として言及されていることもあり、アルキメデスの研究で著名なヨハン・ルーズヴィー・ハイベアは、これがアルキメデスによるオリジナルの問題を正確に伝えていると考えた。
1880年、アウグスト・アムトールは初めて正しい解について言及し、それが206545桁であって、先頭の4桁が7760であることまで求めた。解の全ての桁が初めて得られたのは1965年のことである。そのために、当時のスーパーコンピュータで7時間49分かかった。1981年には、206545桁の数字が47ページに印字されて公表された。このときの計算にはCray-1 が用いられ、チェックも含めて約10分で計算が完了した。
1998年、イラン・ヴァルディは牛の総数の公式
{\displaystyle \left\lceil {\frac {p}{q}}(x+y{\sqrt {4729494}})^{4658n}\right\rceil }
を与えた。ここに{\displaystyle \lceil \bullet \rceil }は天井関数で、p, q, x, y は次で与えられる定数である。
{\displaystyle {\begin{aligned}p&=25194541\\q&=184119152\\x&=109931986732829734979866232821433543901088049\\y&=50549485234315033074477819735540408986340\end{aligned}}}
また、n は任意の正整数であり、n = 1 とすれば最小解を得る。